# Thaon-les-Vosges
Ne doit pas être confondu avec la commune déléguée de Thaon-les-Vosges.
Thaon-les-Vosges (prononcé [taɔ̃ le voʒ] ; appelée Capavenir Vosges de janvier 2016 à décembre 2021), est une commune nouvelle française située dans les Vosges, en région Grand Est.
Elle est créée le 1er janvier 2016 par la fusion des trois communes de Thaon-les-Vosges, Girmont et Oncourt, qui deviennent ses communes déléguées.

## Géographie

### Localisation
Thaon-les-Vosges est une ville de la plaine vosgienne située dans la vallée de la Moselle, à une altitude de 310 mètres et à 9 km en aval d'Épinal, à 52 km au sud de Nancy, à 106 km au sud-ouest de Strasbourg, à 116 km au nord de Besançon et à 117 km au nord-ouest de Bâle.
| Frizon             | Igney               | Vaxoncourt Pallegney Domèvre-sur-Durbion |
| Mazeley            | Thaon-les-Vosges    | Bayecourt                                |
| Domèvre-sur-Avière | Chavelot Dogneville | Dignonville                              |

## Géologie et relief
Thaon-les-Vosges est située dans la plaine alluviale de la Moselle sur les formations du Muschelkalk.

### Hydrographie et les eaux souterraines
Hydrogéologie et climatologie : Système d’information pour la gestion des eaux souterraines du bassin Rhin-Meuse :
Territoire communal : Occupation du sol (Corinne Land Cover); Cours d'eau (BD Carthage),
Géologie : Carte géologique; Coupes géologiques et techniques,
 Hydrogéologie : Masses d'eau souterraine; BD Lisa; Cartes piézométriques.
La commune est située dans le bassin versant du Rhin au sein du bassin Rhin-Meuse. Elle est drainée par la Moselle, le canal de l'Est, l'Avière, le ruisseau le Saint-Oger, le ruisseau de St-Adrien, le ruisseau de Flauzey, le ruisseau de l'Étang Garroy, le ruisseau des Cuvières et le ruisseau des Étangs du Bois de la Fourche,.
La Moselle, d’une longueur totale de 560 kilomètres, dont 315 kilomètres en France, prend sa source dans le massif des Vosges au col de Bussang et se jette dans le Rhin à Coblence en Allemagne.
Un projet de création d'un port à visée touristique a été retenu. Des gravières sont en exploitation à la limite nord de la ville et les matériaux extraits sont convoyés par une rotation de barges vers Chavelot pour stockage.
Le Canal de l'Est, d'une longueur totale de 50,6 km, prend sa source dans la commune de Girancourt et se jette  dans la Saône à Corre, après avoir traversé quatorze communes.
L'Avière, d'une longueur totale de 28 km, prend sa source dans la commune de Renauvoid et se jette  dans la Moselle à Châtel-sur-Moselle, après avoir traversé dix communes.
Le ruisseau le Saint-Oger, d'une longueur totale de 17,4 km, prend sa source dans la commune de La Baffe et se jette dans la Moselle sur la commune, après avoir traversé sept communes.

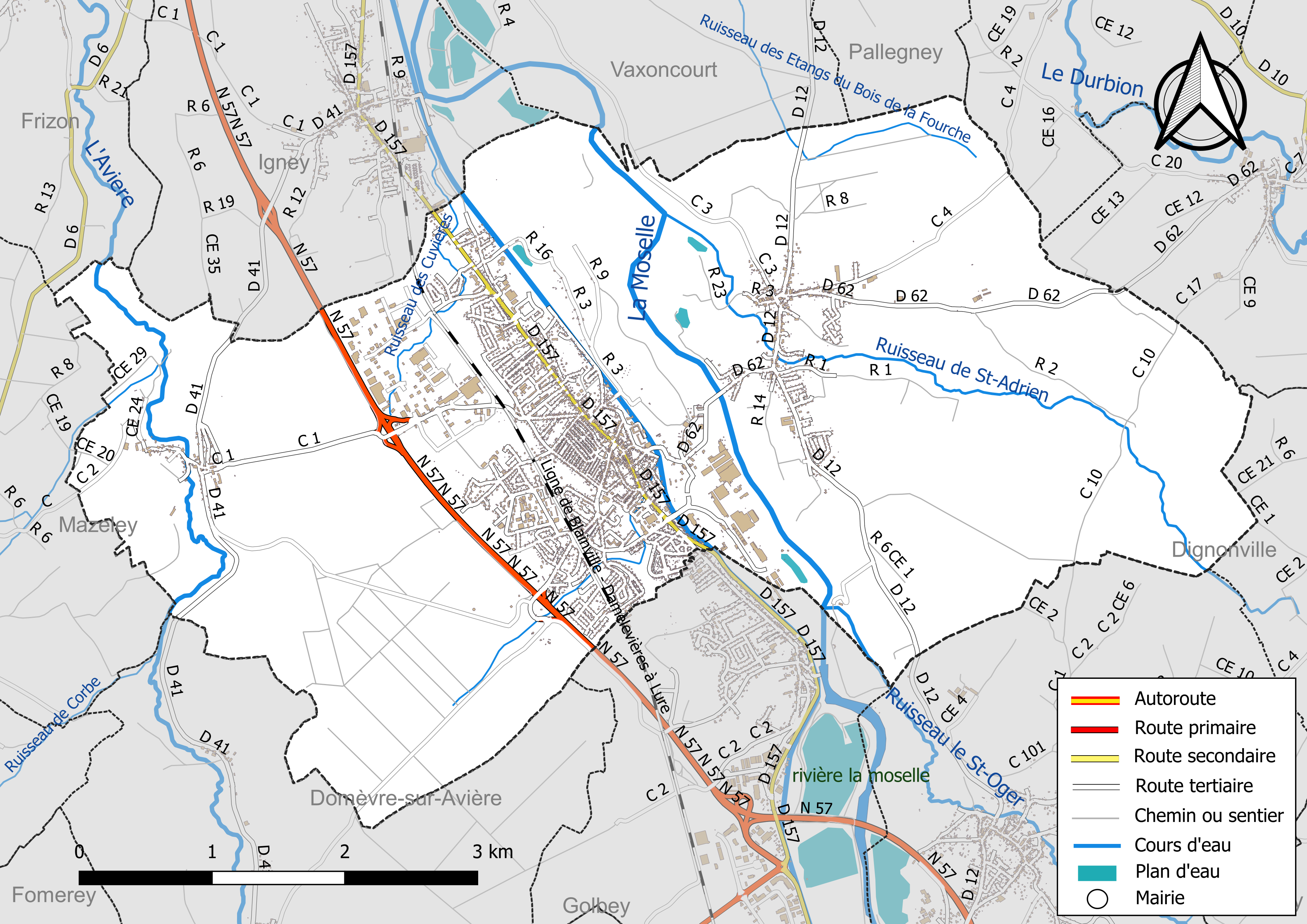
Réseaux hydrographique et routier de Thaon-les-Vosges.

La qualité des cours d’eau peut être consultée sur un site dédié géré par les agences de l’eau et l’Agence française pour la biodiversité.

### Climat
Pour des articles plus généraux, voir Climat du Grand Est et Climat des Vosges.
En 2010, le climat de la commune est de type climat de montagne, selon une étude du Centre national de la recherche scientifique s'appuyant sur une série de données couvrant la période 1971-2000. En 2020, Météo-France publie une typologie des climats de la France métropolitaine dans laquelle la commune est exposée à un climat semi-continental et est dans la région climatique Lorraine, plateau de Langres, Morvan, caractérisée par un hiver rude (1,5 °C), des vents modérés et des brouillards fréquents en automne et hiver.
Pour la période 1971-2000, la température annuelle moyenne est de 9,6 °C, avec une amplitude thermique annuelle de 17,1 °C. Le cumul annuel moyen de précipitations est de 926 mm, avec 12,6 jours de précipitations en janvier et 10,1 jours en juillet. Pour la période 1991-2020, la température moyenne annuelle observée sur la station météorologique de Météo-France la plus proche, « Épinal », sur la commune de Dogneville à 4 km à vol d'oiseau, est de 10,3 °C et le cumul annuel moyen de précipitations est de 907,0 mm. 
La température maximale relevée sur cette station est de 39,3 °C, atteinte le 25 juillet 2019 ; la température minimale est de −18,9 °C, atteinte le 12 janvier 1987,,.
| Mois                                  | jan.             | fév.             | mars           | avril           | mai             | juin          | jui.          | août           | sep.            | oct.            | nov.             | déc.            | année      |
| ------------------------------------- | ---------------- | ---------------- | -------------- | --------------- | --------------- | ------------- | ------------- | -------------- | --------------- | --------------- | ---------------- | --------------- | ---------- |
| Température minimale moyenne (°C)     | −0,9             | −0,8             | 1,2            | 3,7             | 7,8             | 11,3          | 13,2          | 12,9           | 9,3             | 6,5             | 2,7              | 0,2             | 5,6        |
| Température moyenne (°C)              | 2                | 2,9              | 6,2            | 9,5             | 13,5            | 17,1          | 19,1          | 18,9           | 14,8            | 10,8            | 5,9              | 3               | 10,3       |
| Température maximale moyenne (°C)     | 4,9              | 6,6              | 11,1           | 15,3            | 19,2            | 22,9          | 25,1          | 24,9           | 20,3            | 15,2            | 9,2              | 5,7             | 15         |
| Record de froid (°C) date du record   | −18,9 12.01.1987 | −17,1 07.02.1991 | −17,8 01.03.05 | −7,5 08.04.03   | −1,6 01.05.1989 | 0,9 03.06.06  | 4,4 31.07.15  | 2,6 30.08.1998 | −0,6 29.09.1987 | −6,7 30.10.1997 | −13,6 23.11.1998 | −18,8 24.12.01  | −18,9 1987 |
| Record de chaleur (°C) date du record | 17,4 05.01.1999  | 20,6 27.02.19    | 24,5 31.03.21  | 27,6 27.04.1993 | 31 25.05.09     | 36,8 18.06.22 | 39,3 25.07.19 | 38 09.08.03    | 32,8 15.09.20   | 27,9 08.10.23   | 23,1 08.11.15    | 17,8 16.12.1989 | 39,3 2019  |
| Ensoleillement (h)                    | 62,6             | 86,5             | 142,5          | 177,5           | 206,5           | 225,1         | 237,7         | 220,5          | 170,5           | 112,8           | 63,9             | 53,8            | 1 759,8    |
| Précipitations (mm)                   | 76,7             | 65               | 67,1           | 61,8            | 82,1            | 73,1          | 71,5          | 72,6           | 77,1            | 88,8            | 83,1             | 88,1            | 907        |

| Diagramme climatique                                  |           |             |             |             |              |              |              |             |             |            |            |
| J                                                     | F         | M           | A           | M           | J            | J            | A            | S           | O           | N          | D          |
| 4,9−0,976,7                                           | 6,6−0,865 | 11,11,267,1 | 15,33,761,8 | 19,27,882,1 | 22,911,373,1 | 25,113,271,5 | 24,912,972,6 | 20,39,377,1 | 15,26,588,8 | 9,22,783,1 | 5,70,288,1 |
| Moyennes : • Temp. maxi et mini °C • Précipitation mm |           |             |             |             |              |              |              |             |             |            |            |

Les paramètres climatiques de la commune ont été estimés pour le milieu du siècle (2041-2070) selon différents scénarios d'émission de gaz à effet de serre à partir des nouvelles projections climatiques de référence DRIAS-2020. Ils sont consultables sur un site dédié publié par Météo-France en novembre 2022.

## Urbanisme

### Typologie
Au 1er janvier 2024, Thaon-les-Vosges est catégorisée ceinture urbaine, selon la nouvelle grille communale de densité à sept niveaux définie par l'Insee en 2022.
Elle appartient à l'unité urbaine d'Épinal, une agglomération intra-départementale regroupant douze  communes, dont elle est une commune de la banlieue,,. Par ailleurs la commune fait partie de l'aire d'attraction d'Épinal, dont elle est une commune de la couronne,. Cette aire, qui regroupe 118 communes, est catégorisée dans les aires de 50 000 à moins de 200 000 habitants,.

#### Document d'urbanisme intercommunal
La commune est incluse dans l'aire du Schéma de cohérence territoriale (SCOT) des Vosges centrales.
Le territoire du SCoT des Vosges centrales, créé par arrêté préfectoral du 1er juillet 2004, intègre 103 communes sur plus 120 000 hectares. Le Pays d'Epinal Cœur des Vosges, structuré en Syndicat mixte, compte 225 communes pour plus d'un tiers de la population départementale et comprend ainsi le territoire du SCoT des Vosges.

### Voies de communications et transports
La ville est traversée par la voie rapide RN 57, sur laquelle elle bénéficie de deux accès, et par la ligne de Blainville - Damelevières à Lure.
Elle est desservie par la Gare de Thaon, où s'arrêtent des trains TER Grand Est, qui effectuent des services entre les gares de Nancy-Ville et d'Épinal, et de Remiremont, ainsi que par les cars interurbains de la ligne 90 du réseau Fluo Grand Est de la  région Grand Est. La ligne d'autobus urbains 08 du réseau Imagine dessert également la ville, reliant la gare à la Zone Inova 3000 en passant par le centre-ville et les principaux pôles commerciaux,.

### Risques naturels et technologiques
La commune est située dans une zone de sismicité modérée et est concernée par le plan de prévention du risque inondation de la Moselle aval.

## Toponymie
La commune nouvelle est dénommée à sa création Capavenir Vosges, rappelant ainsi l'ancienne communauté de communes CAPAVENIR, qui les regroupait avec 5 autres communes de 2005 à 2013
Ce nom de Capavenir Vosges est rapidement contesté, et la nouvelle municipalité élue en 2020 organise en novembre 2020 un référendum sur deux questions : « Quel nom souhaitez-vous donner à la commune ? » et « Souhaitez-vous le maintien de la fusion des communes ? ». Les électeurs ont majoritairement décidé, par 3 009 bulletins pour et 731 contre, de maintenir la fusion, et de dénommer leur commune du nom historique du bourg-centre, Thaon-les-Vosges. Un décret a entériné ce changement, qui a pris effet le 1er janvier 2022,,,.

## Histoire
Pour l'histoire des anciennes communes, il convient de consulter les articles concernés de l'encyclopédie : Thaon-les-Vosges, Girmont et Oncourt.

### Fusion de communes
Le 1er janvier 2016, la commune nouvelle de Capavenir Vosges est créée par fusion de Girmont, d'Oncourt et de Thaon-les-Vosges, qui sont  devenues ses communes déléguées. Le chef-lieu est fixé à Thaon-les-Vosges. Cette fusion, adoptée par les trois conseils municipaux, est notamment décidée afin de mutualiser leurs moyens, éviter la baisse de dotations d’État et éviter que ne leur soient imposées des regroupements non souhaités  par les communes.

## Politique et administration

### Rattachements administratifs  et électoraux
La commune nouvelle  se trouve dans l'arrondissement d'Épinal du département des Vosges.
Pour les élections départementales, la commune fait partie du canton de Golbey
Pour l'élection des députés, elle fait partie de la première circonscription des Vosges.

### Intercommunalité
Thaon-les-Vosges est membre depuis sa création de la communauté d'agglomération d'Épinal, un établissement public de coopération intercommunale (EPCI) à fiscalité propre créé en 1999 et auquel la commune a transféré un certain nombre de ses compétences, dans les conditions déterminées par le code général des collectivités territoriales.
Cette intercommunalité a absorbé en 2012 plusieurs petites structures intercommunales, dont la Communauté de communes CAPAVENIR dont étaient membres les communes regroupées dans la commune nouvelle.

### Tendances politiques et résultats
Lors du premier tour des élections municipales de 2020 dans les Vosges, la liste DVD menée par Cédric Haxaire obtient la majorité absolue des suffrages exprimés, avec 1 869 voix (54,48 %, 26 conseillers municipaux dont 6 communautaires), devançant largement les listes menées respectivement par : 

- le maire sortant Dominique Momon (LR, 1 359 voix, 39,62 %, 6 conseillers municipaux élus dont 1 communautaire) ; 

- Stéphane Perry (RN, 202 voix, 5,88 %, 1 conseiller municipal élu).

Lors de ce scrutin marqué par la pandémie de Covid-19 en France, 48,27 % des électeurs se sont abstenus.

#### Liste des maires
| Période      | Période                   | Identité        | Étiquette   | Qualité |
| ------------ | ------------------------- | --------------- | ----------- | --- |
| janvier 2016 | mai 2020                  | Dominique Momon | DVD         | Responsable d'agence bancaire Maire (2008 → 2015) puis maire délégué (2016 → 2020) de Thaon-les-Vosges Conseiller départemental de Golbey (2015 → 2021) Vice-président de la CA d'Épinal (2013 → 2020) |
| mai 2020,    | En cours (au 9 juin 2022) | Cédric Haxaire  | SE puis HOR | Cadre territorial puis attaché parlementaire de Stéphane Viry Maire délégué de Thaon-les-Vosges Vice-président de la CA d'Épinal (2020 → ) Suppléant du député Stéphane Viry (2022 → )                 |

#### Communes déléguées
| Nom                      | Code Insee | Intercommunalité | Superficie (km2) | Population (dernière pop. légale) | Densité (hab./km2) |
| ------------------------ | ---------- | ---------------- | ---------------- | --------------------------------- | ------------------ |
| Thaon-les-Vosges (siège) | 88465      | CA d'Épinal      | 11,70            | 7 895 (2013)                      | 675                |
| Girmont                  | 88204      | CA d'Épinal      | 12,73            | 993 (2013)                        | 78                 |
| Oncourt                  | 88337      | CA d'Épinal      | 3,94             | 185 (2013)                        | 47                 |

Pour la mandature 2020-2026, Jean-Pierre Philippe, premier maire-adjoint, est maire-délégué de Girmont et François Grandvallet, second maire-adjoint, est maire-délégué d'Oncourt.

### Finances communales

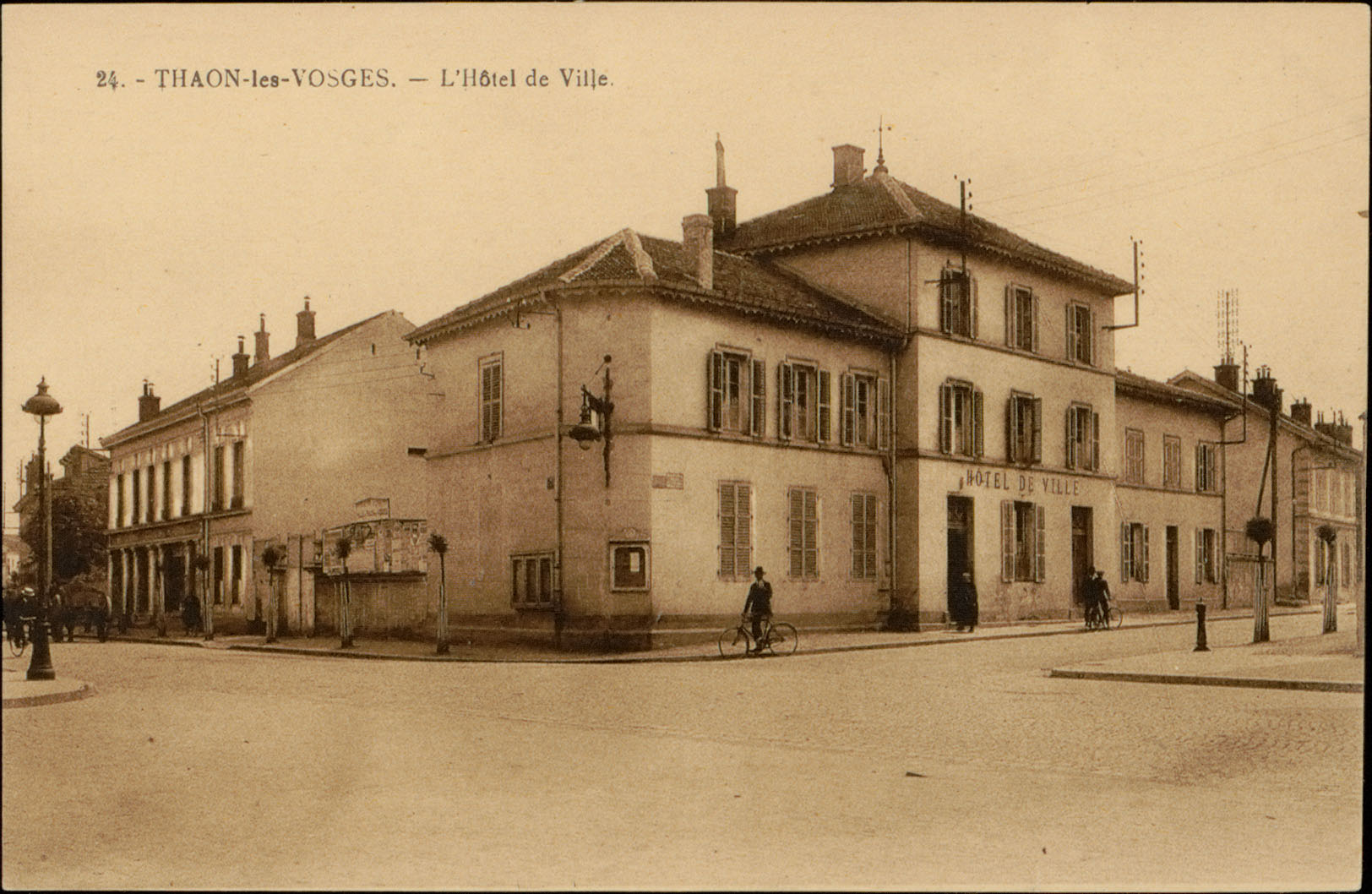
Carte postale représentant l'ancienne mairie.

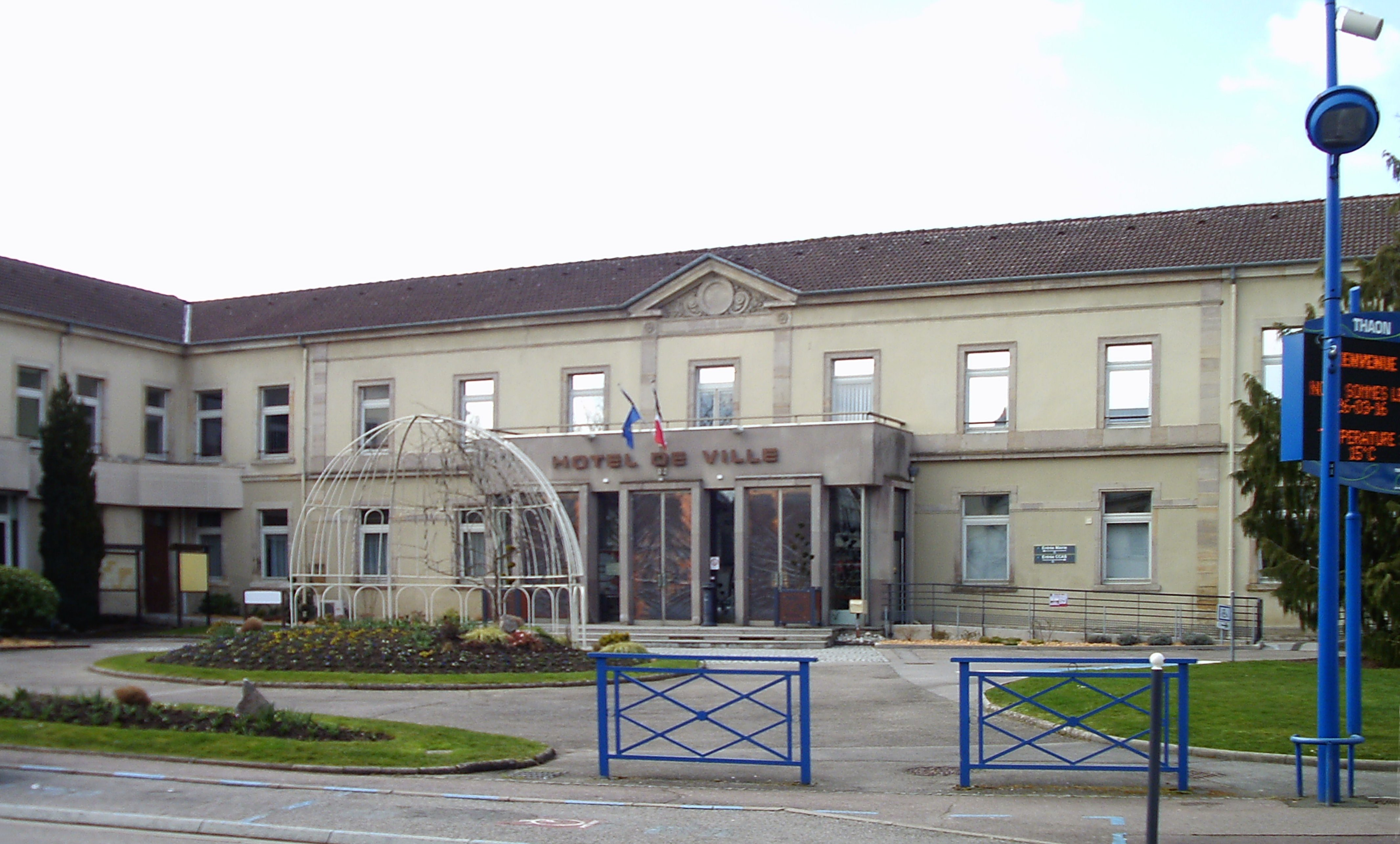
L'hôtel de ville.

#### Budget et fiscalité 2022
En 2022, le budget de la commune était constitué ainsi :
- total des produits de fonctionnement : 9 078 000 €, soit 1 026 € par habitant ;
- total des charges de fonctionnement : 8 661 000 €, soit 979 € par habitant ;
- total des ressources d'investissement : 4 837 000 €, soit 547 € par habitant ;
- total des emplois d'investissement : 3 270 000 €, soit 370 € par habitant ;
- endettement : 6 793 000 €, soit 768 € par habitant.

Avec les taux de fiscalité suivants :
- taxe d'habitation : 11,22 % ;
- taxe foncière sur les propriétés bâties : 41,12 % ;
- taxe foncière sur les propriétés non bâties : 24,26 % ;
- taxe additionnelle à la taxe foncière sur les propriétés non bâties : 0,00 % ;
- cotisation foncière des entreprises : 0,00 %.

Chiffres clés Revenus et pauvreté des ménages en 2021 : médiane en 2021 du revenu disponible, par unité de consommation : 21 080 €.

#### Grands projets d'équipements
- Immeubles de l’Avenue de L’Europe[42].

### Jumelage
- Alzenau (Allemagne).

## Équipements et services publics
Une Maison France Services facilite l'accès numérique des habitants aux services publics et accueille des permanences de la mission locale, à l'AFPA, des services fiscaux, du CAL 54 et des services d’action vers l’emploi.

### Transports
La commune est desservie par les lignes de bus n° 8 et 12 du réseau de transport en commun Imagine de l'agglomération spinalienne.
Plusieurs stations de vélos électriques Vilvolt en libre service sont également à disposition dans la ville : Rotonde, Gare SNCF, Domaine des Lacs, centre-ville...
Thaon-les-Vosges est également desservie par les trains TER grâce à une gare ferroviaire.

### Enseignement
La commune compte les groupes scolaires de Bouxières, de Gohypré  à Thaon, et de Girmont, ainsi que l'école maternelle du Centre à Thaon et organise cantine et accueil périscolaire.
Les adolescents poursuivent leur scolarité au collège Elsa-Triolet et au lycée des métiers d'art et des services à la personne Émile-Gallé, tous deux à Thaon.

### Santé
La commune dispose d'un ensemble de professionnels de santé : médecins généralistes et spécialistes, auxiliaires médicaux, pharmacies, laboratoire d'analyse médicale...
Elle accueille également la maison de la personne polyhandicapée Les Charmilles ainsi que les maisons de retraite Les jardins des Cuvières et le Cèdre bleu.
L'hôpital le plus proche est le centre hospitalier Émile-Durkheim situé dans la ville voisine d'Épinal.

### Équipements culturels
La commune dispose de plusieurs équipements culturels :
- La souris verte ;
- L'orchestre d'harmonie ;
- La médiathèque intercommunale ;
- L'école intercommunale de musique ;
- La chorale colla voce ;
- Scènes Vosges[49] ;
- La Rotonde[50].

## Population et société

### Démographie

#### Évolution démographique
L'évolution du nombre d'habitants est connue à travers les recensements de la population effectués dans la commune depuis sa création.

En 2022, la commune comptait 8 433 habitants, en évolution de −6,64 % par rapport à 2016 (Vosges : −2,96 %, France hors Mayotte : +2,11 %).
| 2014  | 2019  | 2022  |
| ----- | ----- | ----- |
| 9 066 | 8 634 | 8 433 |

### Cultes
- Culte catholique Paroisse Saint-Brice, Diocèse de Saint-Dié[52].
- Culte protestant[53].

## Économie

### Entreprises et commerces

#### Agriculture
- l'activité agricole, avec la culture de légumes, de melons, de racines et de tubercules;
- Élevage de vaches laitière;
- Élevage d'autres bovins et de buffle;
- Culture et élevage associés.

#### Tourisme

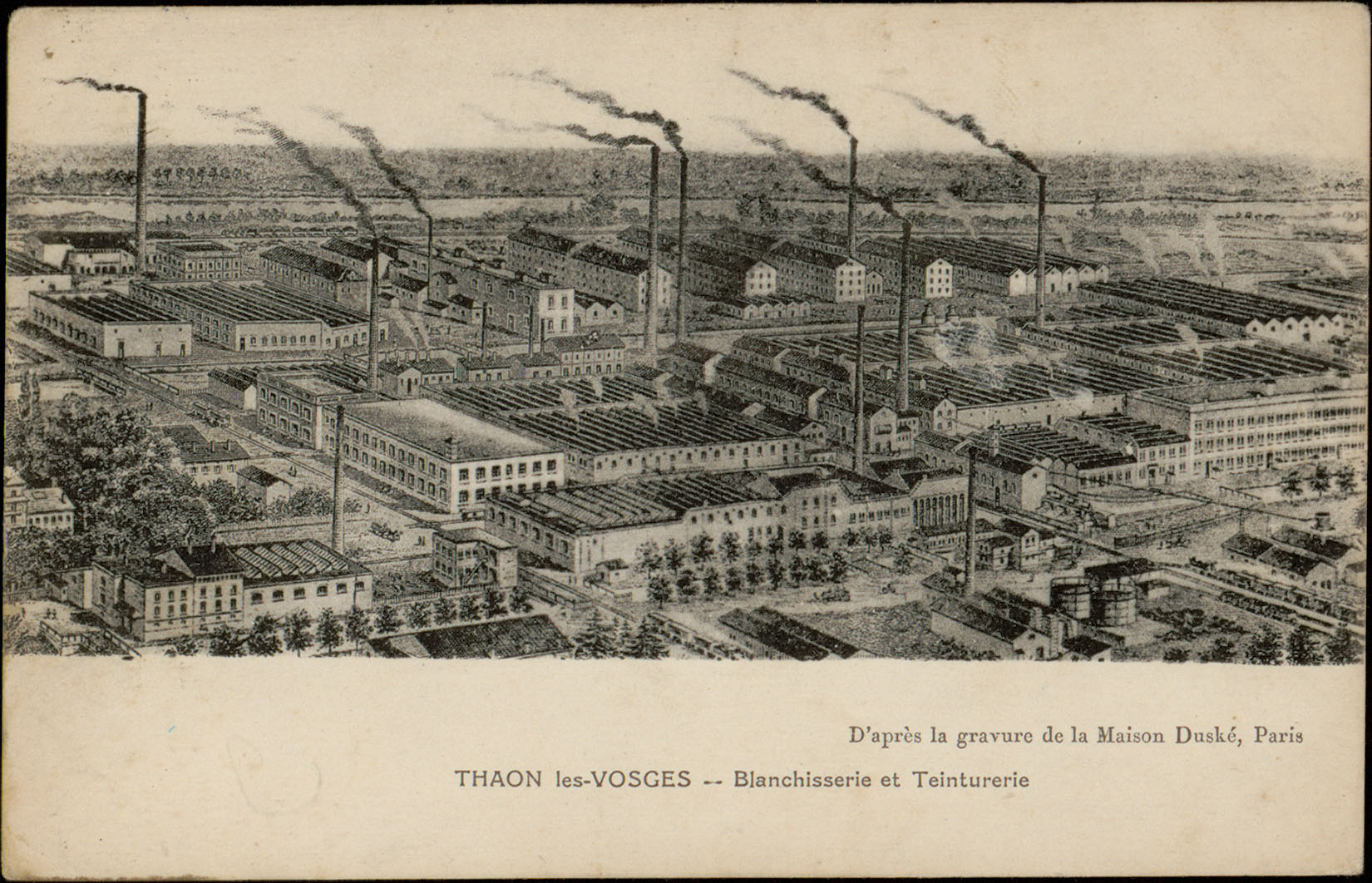
Blanchisserie et teinturerie
(carte postale Paul Testart).

- le secteur touristique, avec des établissements d’hébergement et de restauration.

#### Commerces
On peut notamment signaler, outre des commerces de proximité : 
- dans le secteur primaire, une carrière de granulats[54] ;
- dans le secteur industriel, Garrett Motion France (turbocompresseurs pour l'industrie automobile, filiale de la société hélvétique Garrett Motion) ;

## Culture locale et patrimoine

### Lieux et monuments
La ville garde de son passé industriel un patrimoine varié, comprenant des anciennes maisons de maître et des cités ouvrières, ainsi que de nombreux monuments et bâtiments en lien avec son passé textile : 
- La Rotonde à Thaon-les-Vosges[55],[56], inscrite sur l'inventaire supplémentaire des monuments historiques en 1986, est un édifice imposant en forme de croix de Lorraine (vue du ciel) qui est construit à partir de 1910 par la Blanchisserie et Teinturerie de Thaon-les-Vosges (BTT) comme foyer patronal pour les habitants de la ville. Elle est l'œuvre mi-régionaliste, mi-moderne de l'architecte Desclers, avec des extensions par l'architecte Albert Hébrard en 1920.
Devenue salle municipale en 1980, la Rotonde abrite un théâtre (décoré par Loÿs Prat) de plus de 1000 places dont la scène a été construite sur le modèle de celle du théâtre du Châtelet ; elle accueille aujourd'hui de nombreux salons, congrès, séminaires, expositions et spectacles. Grâce à une coopération active entre les villes de Thaon et d'Épinal, la Rotonde fait l'objet d'un ambitieux projet culturel pour devenir un pôle culturel de la Lorraine du Sud sous le nom de Scène Vosges.
Ce théâtre est administré par un  syndicat mixte à vocation culturelle qui anime deux autres lieux de diffusion, de création : l'auditorium de la Louvière , le théâtre d'Épinal. Le théâtre de la Rotonde a pour but de devenir une scène conventionnée. Des travaux de réhabilitation ont été effectués de juin 2007 à août 2008[57] et le premier spectacle dans le théâtre rénové a eu lieu le 17 janvier 2009. La salle de théâtre contient maintenant 864 places dont 14 destinées aux handicapés.
- L'église Saint-Brice de Thaon[58]

l'église abrite un orgue Kern acheté par la paroisse en 1975,.
Vitraux de l'église.
- La chapelle salésienne ou des sœurs Bernadette, et son orgue, à Thaon[63],[64]. L'édifice est rarement ouvert au public, à l’exception des Journées du patrimoine[65].

- La chapelle Notre-Dame des Ermites, première pierre posée sur le plateau de Gohypré le 3 septembre 1911, inaugurée et consacrée le 27 mai 1912, le chœur de l'oratoire est décoré d'une vierge en bois sculptée.
- Le temple de l’église réformée, construit à Thaon dans un style finlandais, a été inauguré en 1909[66],[67].
- L'église gothique de la nativité de Notre-Dame de Girmont, du XVIe siècle[68],[69], et son orgue construit par Jacquot-Lavergne en 1948, et transformé par Gonzalez en 1974[70],[71],[72].
- Église Saint-Élophe d'Oncourt[73].
- Le monument aux morts de la Grande Guerre de Thaon[74],[75].
- La Tour de la Vierge d’Einsiedeln installée le 8 septembre 1919 en remerciement de la protection de la ville par la sainte Vierge lors de la Première Guerre mondiale[65].
- Parcours de santé de 2800 mètres avec divers modules sportifs, aménagé en bordure de forêt entre Thaon et Oncourt[65].

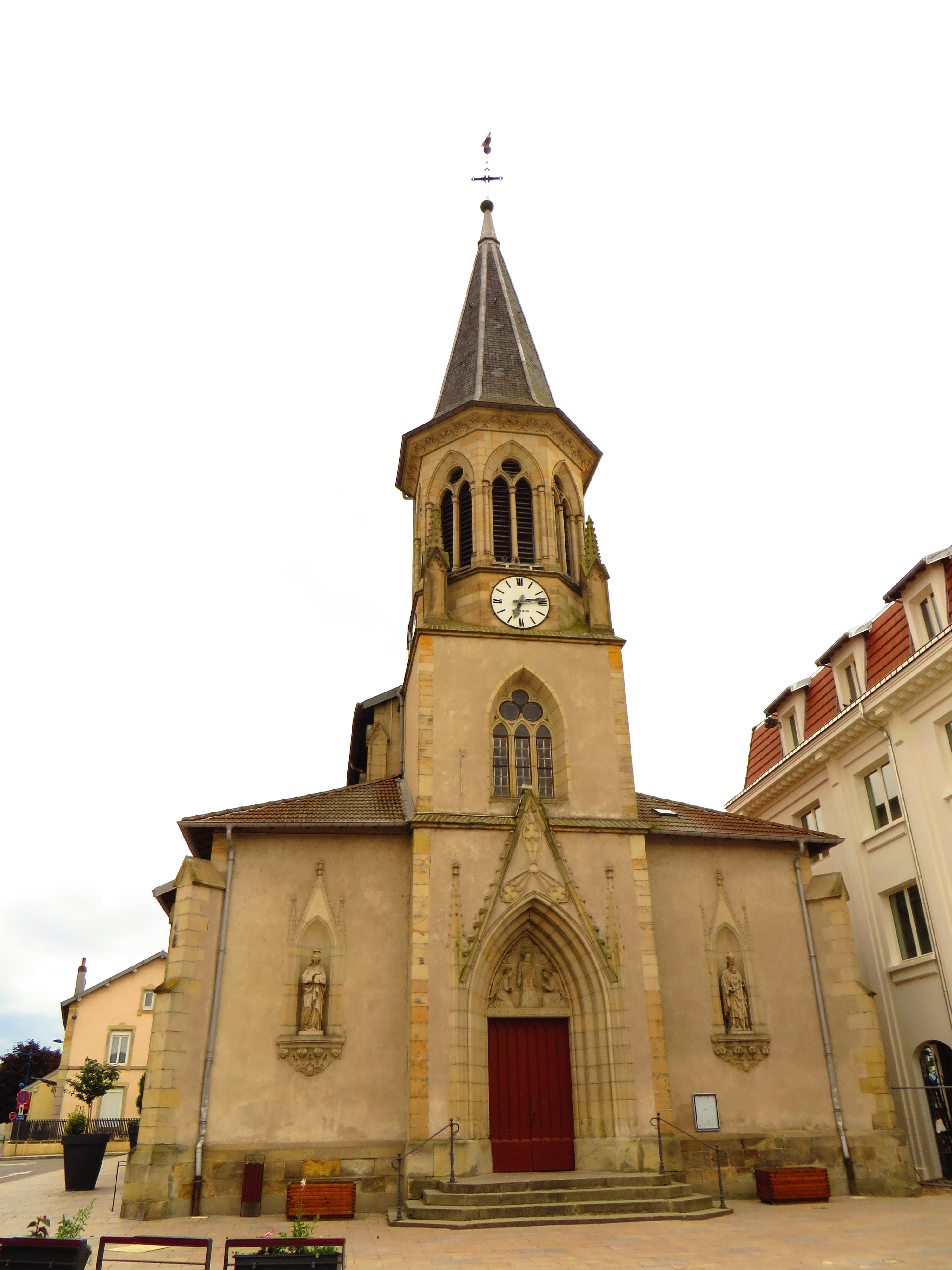
Église Saint-Brice, Thaon-les-Vosges.
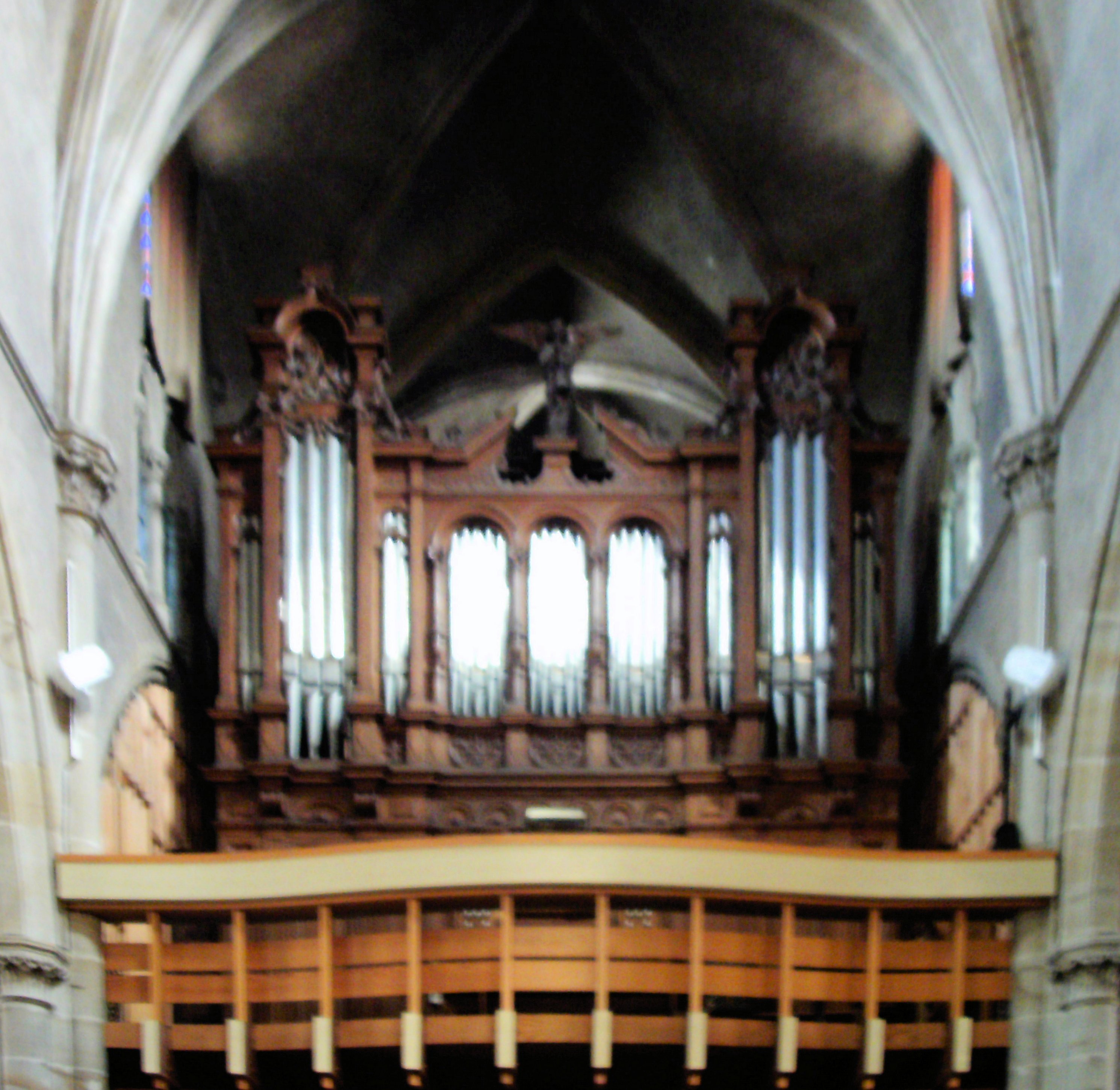
Orgue de l'église Saint-Brice.
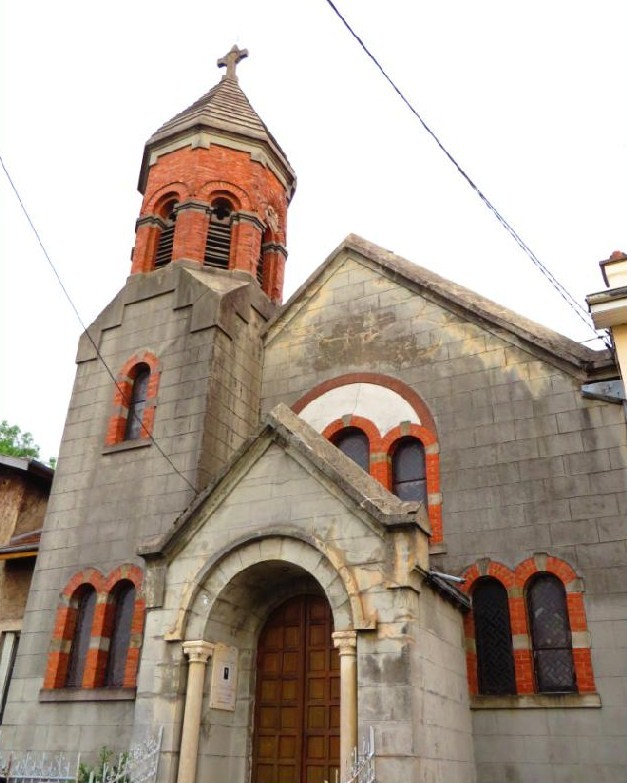
Chapelle Notre-Dame des Ermites, Thaon-les-Vosges.
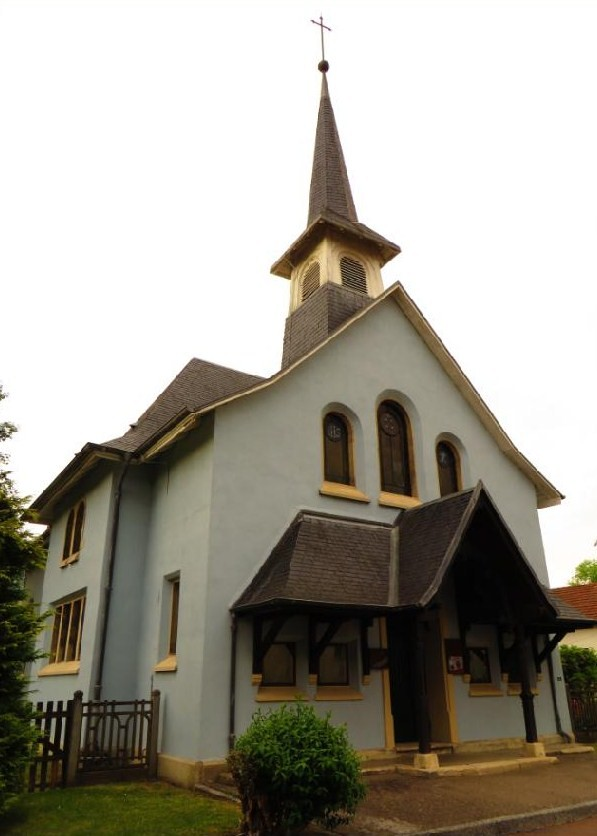
Le Temple Thaon-les-Vosges.
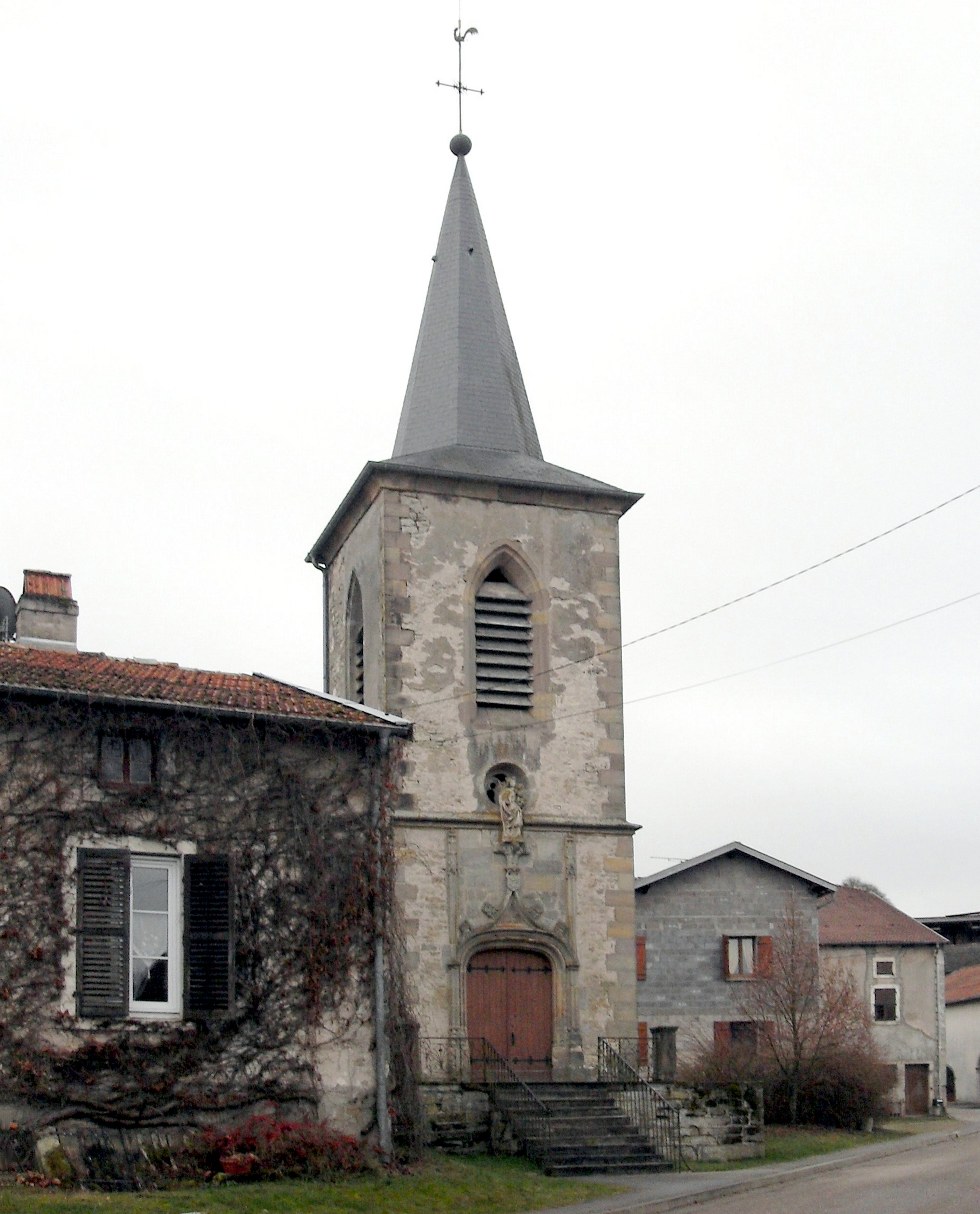
Église Saint-Élophe Oncourt.
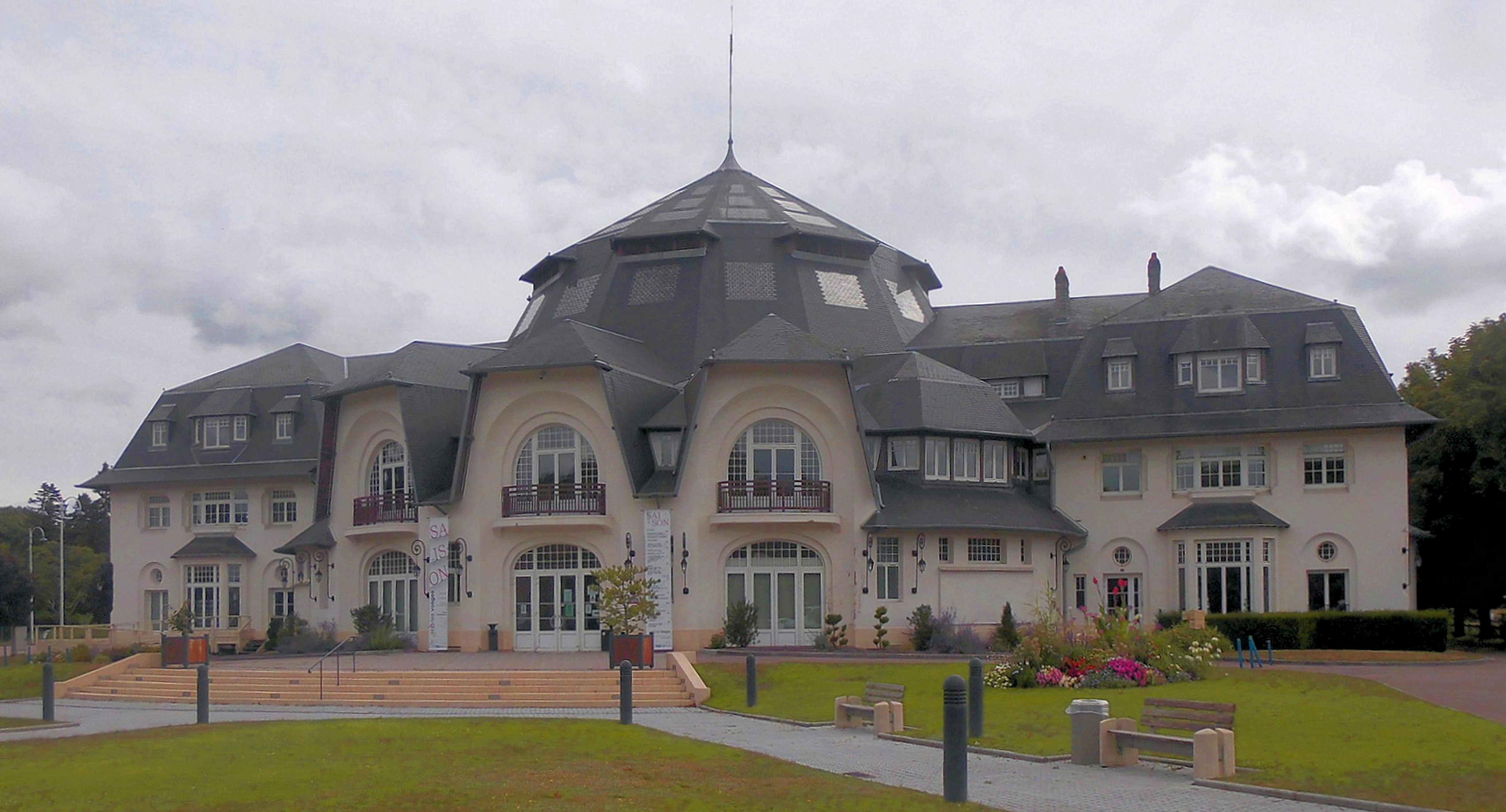
La Rotonde de Thaon-les-Vosges.
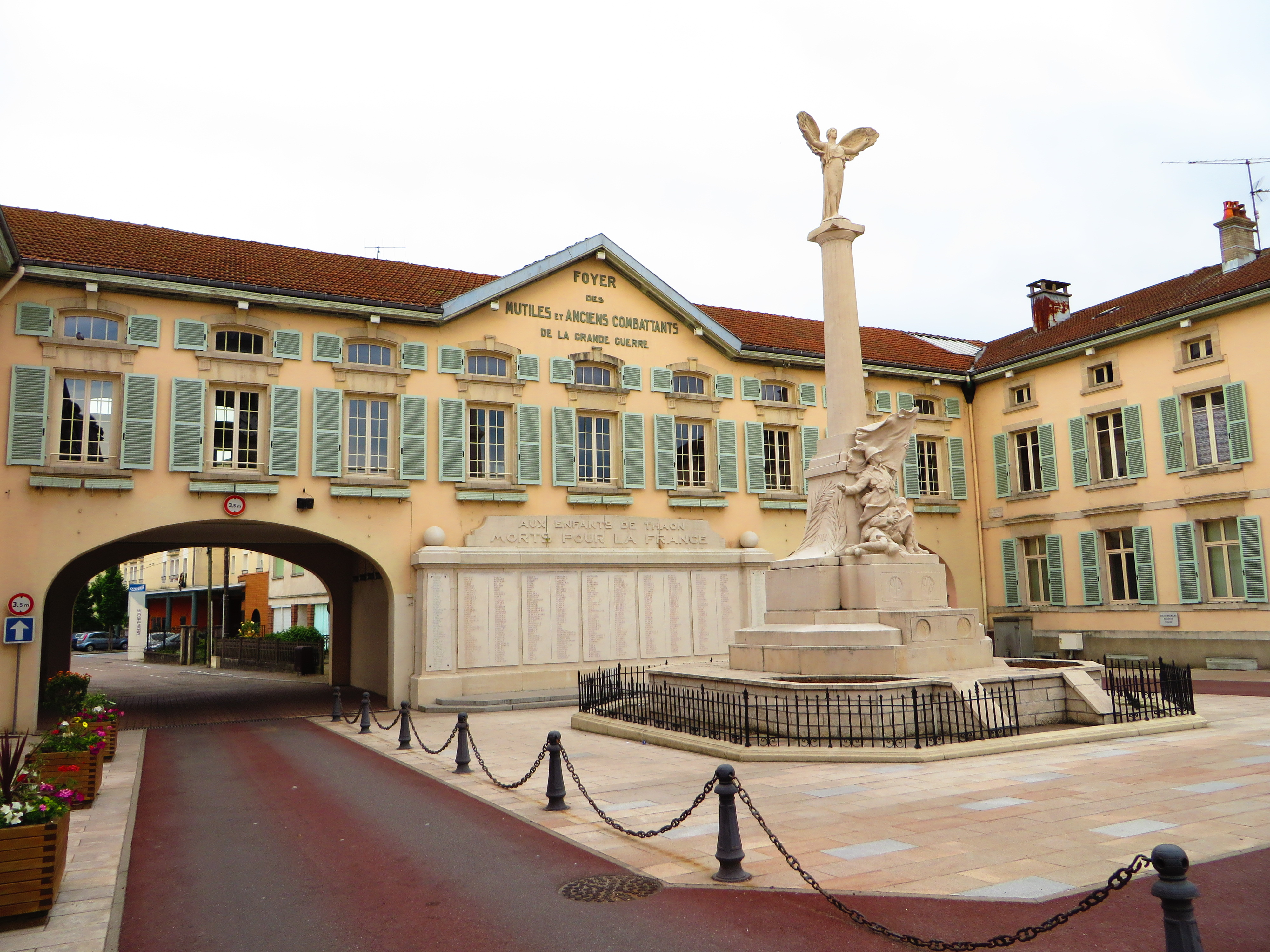
Le monument aux morts Thaon-les-Vosges.

### Personnalités liées à la commune
- Nacer Bouhanni, cycliste, champion de France 2012 sur route.
- Laurent Mariotte, animateur de télévision (Canal J puis TF1), a vécu à Oncourt pendant une partie de son enfance et de son adolescence.
- Armand Lederlin[76] (1836-1919), industriel du textile
- Paul Lederlin, sénateur-maire, industriel, fils du précédent
- Clémentine Delait (1865-1939), la femme à barbe.
- Joseph Lux (1879-1960), gymnaste né à Thaon
- Noël Fiessinger (1881-1946), anatomiste français.
- Louis Guillon (1887-1947), député, maire, fondateur du Parti républicain agraire et social.
- Marcel Boussac né le 17 avril 1889 à Châteauroux, mort le 21 mars 1980, industriel du textile
- Marcel Hoffer (1916-1979)[77] député des Vosges.
- Joëlle Bourgois (1945-2015) née à Thaon-les-Vosges, ambassadrice engagée[78].
- Le groupe de musique Kronos.

### Héraldique, logotype et devise
| Blason de {{{commune}}} | Blason  | Les armes de Thaon-les-Vosges se blasonnent ainsi : « D'azur au taon d'or ailé d'argent. »                                     |
| Blason de {{{commune}}} | Détails | Armes parlantes ( Le blason joue sur l'homonymie des noms de la ville et du taon. C'est un parfait exemple d'armes parlantes). |